# Caluire-et-Cuire
Caluire-et-Cuire is een gemeente in de Franse Métropole de Lyon (regio Auvergne-Rhône-Alpes). De gemeente telde 43.479 inwoners op 1 januari 2022. De plaats maakt deel uit van het arrondissement Lyon.

## Geografie
De oppervlakte van Caluire-et-Cuire bedroeg op 1 januari 2022 10,45 vierkante kilometer; de bevolkingsdichtheid was toen 4.160,7 inwoners per km². De gemeente ligt direct ten noorden van Lyon, tussen de Saône en de Rhône.

### Wijken
Caluire-et-Cuire bestaat uit de volgende wijken:
- Le Bourg
- Vassieux
- Cuire-le-Bas
- Cuire-le-Haut
- Saint-Clair
- Le Vernay
- Montessuy
- Bissardon

De onderstaande kaart toont de ligging van Caluire-et-Cuire met de belangrijkste infrastructuur en aangrenzende gemeenten.

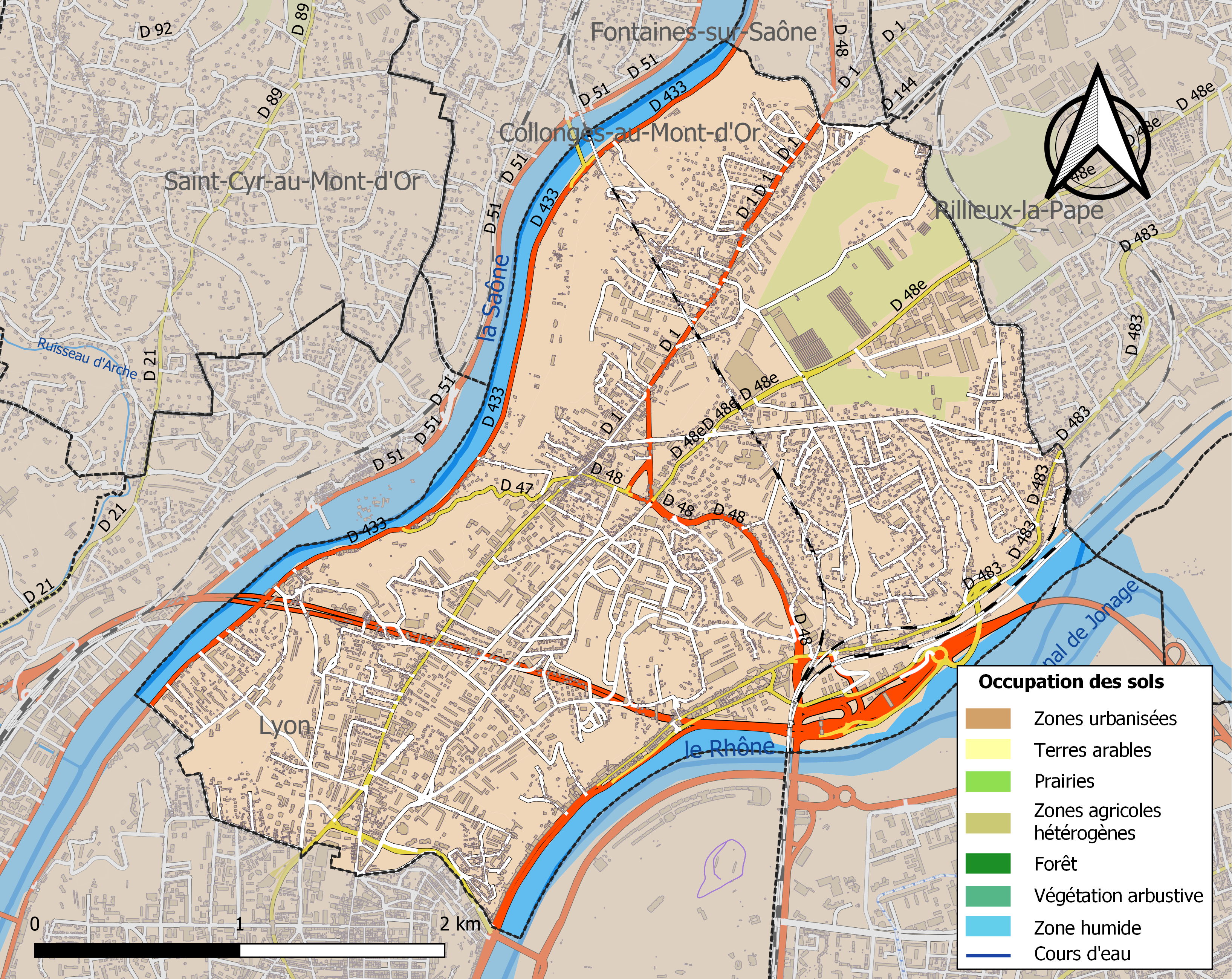

## Verkeer en vervoer
In de gemeente ligt spoorwegstation Lyon-Saint-Clair.
De Tunnel de Caluire, onderdeel van de Boulevard Périphérique, ligt deels op het grondgebied van de gemeente.

## Demografie
Onderstaande figuur toont het verloop van het inwonertal (bron: INSEE-tellingen).

## Geboren
- Jacques Roubaud (1932), schrijver